# 2905 Plaskett
Plaskett (asteroide 2905) é um asteroide da cintura principal, a 2,5268426 UA. Possui uma excentricidade de 0,0989605 e um período orbital de 1 715,33 dias (4,7 anos).
Plaskett tem uma velocidade orbital média de 17,78588908 km/s e uma inclinação de 8,89977º.
Este asteroide foi descoberto em 24 de Janeiro de 1982 por Edward Bowell.